# شهرستان تروسدالی
شهرستان Trousdale (به انگلیسی: Trousdale County) یک منطقهٔ مسکونی در ایالات متحده آمریکا است که در تنسی واقع شده‌است. شهرستان Trousdale ۳۰۳٫۰۳ کیلومتر مربع مساحت دارد.